# Tretjärnarna (Idre socken, Dalarna, 688895-134066)
Tretjärnarna är en sjö i Älvdalens kommun i Dalarna och ingår i Dalälvens huvudavrinningsområde.